# Comuna de Pomiechówek
Pomiechówek (polaco: Gmina Pomiechówek) é uma gminy (comuna) na Polónia, na voivodia de Mazóvia e no condado de Nowodworski.
De acordo com os censos de 2004, a comuna tem 8816 habitantes, com uma densidade 86,2 hab/km².

## Área
Estende-se por uma área de 102,31 km², incluindo:
- área agricola: 55%
- área florestal: 32%

## Demografia
Dados de 30 de Junho de 2004:
|                      | Total   | Total | Mulheres | Mulheres | Homens  | Homens |
| -------------------- | ------- | ----- | -------- | -------- | ------- | ------ |
|                      | pessoas | %     | pessoas  | %        | pessoas | %      |
| População            | 8816    | 100   | 4581     | 52       | 4235    | 48     |
| Densidade (pop./km²) | 86,2    | 100   | 44,8     | 44,8     | 41,4    | 41,4   |

De acordo com dados de 2002, o rendimento médio per capita ascendia a 1241,49 zł.

## Subdivisões
- Błędowo, Błędówko, Brody - Brody-Parcele, Bronisławka, Cegielnia-Kosewo, Czarnowo, Falbogi Borowe, Goławice Drugie, Goławice Pierwsze, Kikoły, Kosewko, Kosewo, Nowe Orzechowo, Nowy Modlin, Pomiechowo, Pomiechówek, Pomocnia, Stanisławowo, Stare Orzechowo, Szczypiorno, Śniadówko, Wola Błędowska, Wójtostwo, Wólka Kikolska, Wymysły, Zapiecki.

## Comunas vizinhas
- Nasielsk, Nowy Dwór Mazowiecki, Serock, Wieliszew, Zakroczym